# Fédération indépendante et démocratique lycéenne
La Fédération indépendante et démocratique lycéenne (FIDL) est une organisation lycéenne française à but syndical, fondée en 1987 à la suite du mouvement contre le projet de loi Devaquet. Son rôle est de promouvoir les droits et les devoirs des lycéens et de leur permettre de s'exprimer au sein de la société.

## Historique

### Création en 1987
Le Mouvement des états généraux lycéens (MEGL) est créée par les lycéens proches de SOS Racisme avec l’aide de l’UNEF-ID en 1987. Les 16 et 17 mai 1987 sont réunis environ 400 lycéens de toute la France pour le congrès constitutif de la première organisation syndicale lycéenne en France.
Cette fondation intervient au lendemain de la mobilisation de la jeunesse (lycées et universités) de novembre et décembre 1986 contre le projet de loi Devaquet (ministre délégué auprès du ministre de l'Éducation nationale, chargé de la Recherche et de l'Enseignement supérieur), visant à instaurer, entre autres, une sélection à l'entrée des universités.
Après le mouvement, des États Généraux des Lycéens se tiennent les 21 et 22 mars 1987, devant aboutir à la création pérenne d’une nouvelle organisation lycéenne : le Mouvement des états généraux lycéens (MEGL). Rapidement des divergences éclatent entre des lycéens proches de SOS Racisme, impliqués dans la mobilisation contre le projet de loi Devaquet et des lycéens actifs au sein du MEGL proches des Jeunesse communistes, des Jeunes Communistes Révolutionnaires, des Jeunes Libertaires (CJL). Lors du mouvement de 1986, le MEGL joue un rôle important pendant la mobilisation dans l’extension de la grève dans les lycées contre le projet de Loi Devaquet.

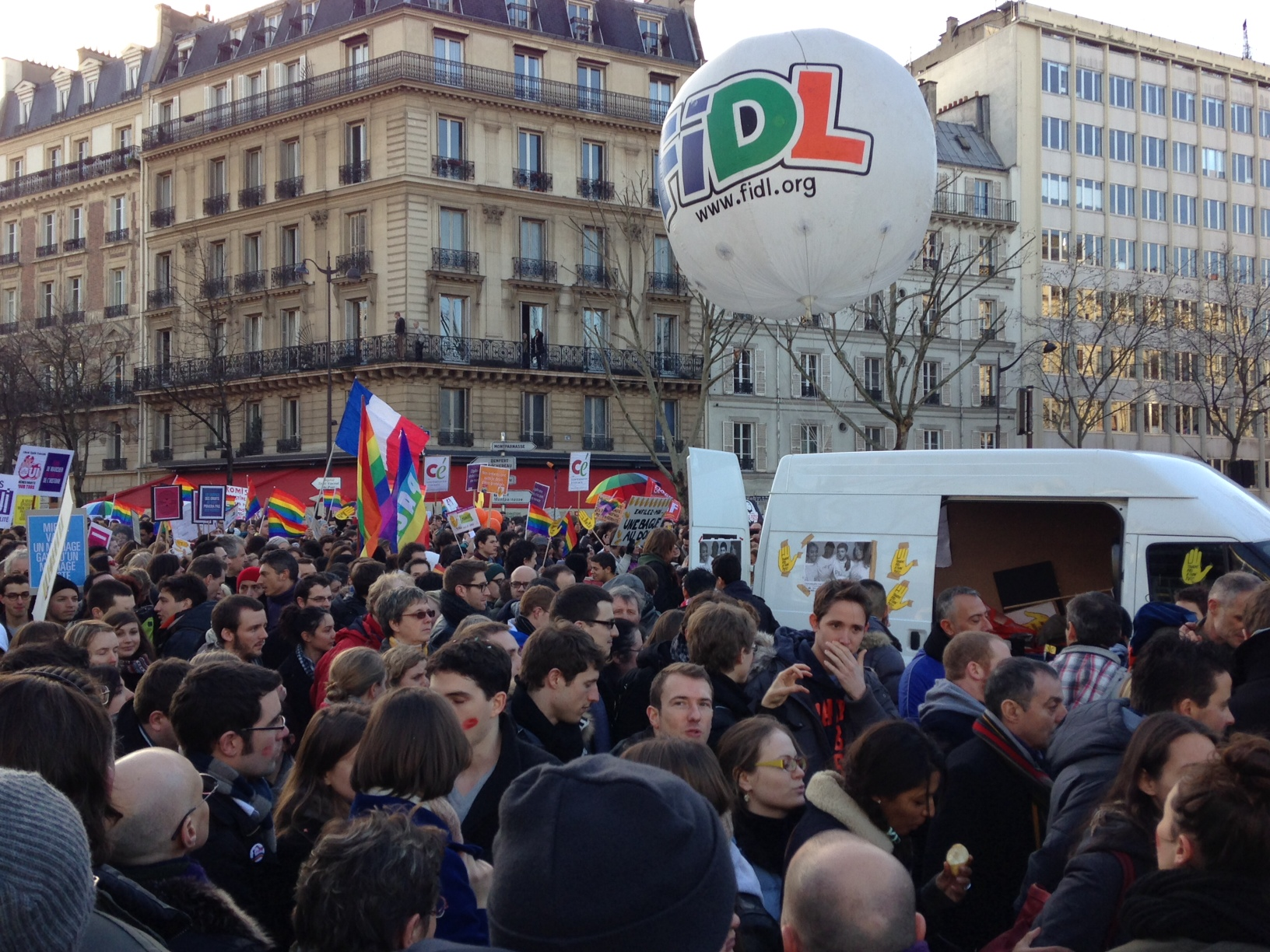
Manifestation de la FIDL en 2013 en faveur du projet de loi ouvrant le mariage des couples de même sexe.

Le conflit entre lycéens mobilisés l'année précédente, membres du MEGL ou proches de SOS-Racisme porte notamment en 1987 sur la question du champ d’action à adopter. La FIDL se donne quant à elle une ligne de conduite : « défendre les valeurs d'égalité et de solidarité et faire entrer la démocratie au lycée ». Cela passe notamment par la lutte contre les classes surchargées, la rénovation de l’enseignement technique et le maintien de la libre inscription des bacheliers à l’université. Frédéric Hocquard est le premier président de l'association.

### Années 1990
En 1990, Nasser Ramdane est la figure du mouvement lycéen qui réclame au gouvernement Rocard plus de moyens et qui est reçu à Élysée par le président de la République François Mitterrand.

### Années 2020
À l'été 2023, des conflits internes refont surface à la suite de la volonté de deux des dirigeants de la FIDL (Gwenn Thomas-Alves et Jasmine Khermimoun) de vouloir se séparer de SOS Racisme qu'ils accusent d'ingérence. Libération relève que les documents internes et candidature internes sont systématiquement passés en revue par les permanents de SOS-Racisme

## Quelques mouvements importants pour la FIDL
La FIDL a participé à des mouvements lycéens, notamment :
- 1990 : mouvement lycéen qui réclame au gouvernement Rocard plus de moyens[2] ;
- 1998, contre la réforme de Claude Allègre[5] ;
- 2002, contre la présence de Jean-Marie Le Pen au second tour de la présidentielle[6] ;
- 2005, contre le projet de loi Fillon[7] ;
- 2006, contre le CPE[8] ;
- 2007, contre la LRU[9] ;
- 2008, contre la réforme des lycées et la suppression de postes d'enseignants[10] ;
- 2010, contre la réforme des retraites[11] ;
- 2013, contre les expulsions de lycéens[12] ;
- 2016, contre le projet de loi Travail[13] ;
- 2018, contre la loi ORE, ParcourSup et les réformes du baccalauréat ;
- 2019 : contre le projet de loi Ecole de la Confiance ;
- 2019 : en faveur du climat et de notre planète
- 2023 : contre la réforme des retraites d'Elisabeth Borne[14]

## Polémiques

### Sur les comptes de la FIDL
En décembre 2008, en plein mouvement lycéen contre la reforme du lycée, le quotidien Le Monde annonce l'ouverture d'une enquête préliminaire au sujet de flux financiers suspects au préjudice de l'organisation lycéenne. Cette enquête se déroulant en marge d'autres enquêtes concernant les comptes du député socialiste Julien Dray. L'enquête préliminaire s'intéresse aussi à un rapport commandé par la FIDL à Geneviève de Kerautem, spécialiste des mouvements lycéens et étudiants et ancienne responsable de la FIDL, de l'UNEF-ID. Elle est également ex-élue socialiste de Montreuil (Seine-Saint-Denis). Selon le magazine l'Express, elle aurait perçu un acompte de 6 000 € (sur un montant total de 9 000 €) pour la rédaction d'un rapport sur l'avenir des mouvements lycéens et étudiants.
Au cours de l'année 2009, la presse publie de nouvelles informations issues de l'enquête préliminaire visant les mouvements financiers suspects détectés sur les comptes de Julien Dray qui, selon les enquêteurs de la brigade financière, aurait permis la mise au jour d'un véritable "système" d'évaporation de fonds au profit du député de l'Essonne, principalement au préjudice de SOS Racisme et de la FIDL.
L'enquête est close en décembre 2009, sans ouverture d'un procès.

### SOS Racisme et la FIDL condamnés aux prud'hommes et plainte pénale déposée
Trois ans après l'affaire Dray, la FIDL et SOS Racisme sont attaqués sur le plan pénal et le plan prud'homal par une ex-salariée pour « non-paiement des salaires, licenciement vexatoire, abus de confiance, escroquerie, séquestration, harcèlement moral et vol »,.
Charlotte Allegret a été vice-présidente de la FIDL, responsable des étudiants de SOS Racisme et membre du bureau national aux questions d'éducation, puis salariée "permanente" de la FIDL entre juin 2009 et juin 2010. Son récit est expliqué dans un article du Nouvel Observateur du 1er février 2012 : "Le cauchemar d'une ex-militante" ou encore dans Siné Hebdo. Le 12 avril 2013, SOS Racisme et la FIDL ont été condamnés aux prud'hommes. Considérés comme co-employeurs, ils doivent verser à Charlotte Allégret, une de leurs anciennes employées, 3 750 € de rappels de salaires du 1er avril au 14 juin 2010, 1 909 € de préavis et 12 000 € d’indemnités pour licenciement abusif et harcèlement moral. Sur le plan pénal, elle a déposé plusieurs plaintes contre X en juin 2010 auprès du tribunal de grande instance de Paris. Ce n’est que le 24 janvier 2012 qu’une information a été ouverte pour détournement de fonds sociaux et publics, abus de confiance, escroquerie, séquestration, harcèlement moral et vol.
La FIDL, a attaqué le Nouvel Observateur pour diffamation. Aucune audience s'est tenu à ce jour concernant cette plainte. La FIDL n'a pas fait appel du jugement prud'homal à l'expiration du délai prévu à cet effet.[réf. nécessaire]

### Association lycéenne proche du Parti socialiste
L'enquête menée concernant l'utilisation des fonds de la FIDL au profit de Julien Dray relancera néanmoins les accusations proférées par les médias qui considèrent que depuis sa fondation, la FIDL n'aura été qu'un paravent du Parti socialiste pour créer de l'agitation contre le Front national et les gouvernements de droite dans les milieux lycéens et étudiants. Le quotidien Libération posera ouvertement la question : « L’usine à gaz politico-estudiantine mise en place depuis vingt ans par Julien Dray, au-delà de l’agitation mouvementiste, aurait-elle contribué à l’enrichissement personnel de son mentor ?»
Cette dépendance vis-à-vis du monde politique a été déplorée par l'une de ses anciennes présidentes. Lors d'un entretien avec le journal L'Express, Léa Filoche déclarait ainsi : « Il y a un gros problème de démocratie interne et de dépendance par rapport aux politiques. C'est Julien Dray, député et porte-parole du PS, qui, tous les deux ans, nomme les permanents de l'organisation. »
En dépit de ses critiques, la FIDL revendique son indépendance et affirme s'être toujours mobilisée autant face aux gouvernements de gauche que de droite, bien qu'elle reste considérée comme étant de gauche.

### Instabilités internes et accusations d’ingérences de SOS Racisme en 2018
À la rentrée de septembre 2018, un communiqué de presse publié sur les comptes du syndicat dénonce les « ingérences » de l’association SOS-Racisme dans les affaires de la FIDL, et désavoue le nouveau bureau national. Le communiqué suggère que l'organisation SOS Racisme aurait détourné des fonds de la FIDL, une accusation renforcée par la constatation que le solde du compte de la FIDL serait passé d'environ 80 000 euros à moins de 5 000 euros en l'espace d'un an. Par ailleurs, le texte dénonce l'embauche d'un « faux service civique » par un ancien employé de SOS Racisme, qui, selon les accusations, n'aurait jamais travaillé pour la FIDL. En conclusion, le communiqué appelle à une rupture entre les deux entités, affirmant que la FIDL ne doit plus être utilisée comme une « force de substitution » au service de SOS Racisme.
Le président, Samuel Szenker, dénonce une « fake news », il affirme  que « le communiqué est l’initiative individuelle de l’ancien vice-président de la FIDL ». Plusieurs cadres du syndicat ont néanmoins fait des déclarations dans le sens du communiqué ; un cadre de l'organisation dénoncera par exemple le fait que des conférences de SOS-Racisme étaient imposés aux militants. Un autre cadre accuse SOS racisme de pratiquer l'entrisme, soulignant la présence massive des militants de SOS racisme lors des assemblées générales au siège parisien de la FIDL. Un dernier cadre évoque même son obligation de rendre des comptes à cette organisation.
SOS Racisme nie toute ingérence et qualifiera la controverse de « sujet de cours de récréation ».

### Conflits internes de 2023
À l'été 2023, des conflits internes refont surface à la suite de la volonté de deux des dirigeants de la FIDL (Gwenn Thomas-Alves et Jasmine Khermimoun) de vouloir se séparer de SOS Racisme qu'ils accusent d'ingérence. Libération relève que les documents internes et candidature internes sont systématiquement passés en revue par les permanents de SOS-Racisme

#### Chronologie
Lors du conseil national du 29 au 30 avril, Gwenn Thomas-Alves , Jasmine Khermimoun, Alison Castor-Cupit, sont respectivement élus président, secrétaire et vice-président. Les premières tensions apparaissent entre le bureau nouvellement élu et les permanents de SOS dès l'édition du communiqué annonçant l'issue de cette assemblée. L'ex-président, Louri Chrétienne, y voit lui Gwenn Thomas-Alves « une gestion autoritaire et individuelle de sa part » dès son élection.
Le 18 juillet, l'assemblée générale extraordinaire de la FIDL aboutit à la réélection du bureau en place avec 88% des voix. Castor-Cupit, vice-présidente, accuse alors Thomas-Alves de fraude électorale affirmant que les votes par procuration n'ont pas été comptabilisés. Libération note cependant que ces voix n'auraient probablement pas changé l’issue de l'élection.
Dès lors, deux bureaux s'affirment légitimes, l'un mené par Thomas-Alves et Khermimoun, et l'autre celui de Castor-Cupit et quelques autres membres frondeurs du bureau. Ces deux bureaux s'attaquent par communiqués interposés. Le 25 juillet, les accès aux canaux de communication du syndicat du bureau de Thomas-Alves sont bloqués.

#### Réactions
Le bureau de Castor-Cupit obtient le soutien de SOS-Racisme par le biais de ses services juridiques qui mettent en demeure Thomas-Alves.
De son côté, le bureau de Thomas-Alves obtient le soutien politique de La Voix lycéenne affirmant milité pour un « syndicalisme lycéen géré par les lycéens ».